# Pierre Marcotte
Pour les articles homonymes, voir Marcotte.
 (juillet 2022).
Si vous disposez d'ouvrages ou d'articles de référence ou si vous connaissez des sites web de qualité traitant du thème abordé ici, merci de compléter l'article en donnant les références utiles à sa vérifiabilité et en les liant à la section « Notes et références ».
Pierre Marcotte, de son nom complet Joseph Jacques Roland Pierre Marcotte, né le 25 novembre 1938 à Joliette (Québec) et mort le 13 juillet 2022 à Québec, est un animateur de télévision et de radio, homme d'affaires québécois en restauration.

## Biographie

### Origines
Pierre Marcotte est le fils de Charles-Bruno Marcotte et de Bella Sirois. 
Son ancêtre paternel, Jacques Marcotte, est originaire de Saint-Léger et arrive en Nouvelle-France en 1667. Il épouse une fille du roy nommée Isabelle Salé en 1670 à Trois-Rivières. 

### Animation
Pierre Marcotte a commencé sa carrière en communication comme animateur à la radio. Il suit des cours d'art dramatique avec Sita Riddez.
Son parcours le mène à Granby, Trois-Rivières et Québec. Il devient ensuite l'un des animateurs vedette de CKVL, célèbre station de radio de Montréal.
Il amorce réellement sa carrière télévisuelle en coanimant avec Claude Boulard, plusieurs quiz et émissions de variétés. Mais l'émission qui allait le mettre en tête d'affiche sera Les Tannants, à Télé-Métropole, qu'il coanimera avec entre autres Roger Giguère, Gilles Latulippe, Paolo Noël, Shirley Théroux, Christine Chartrand, Anne Renée et Joël Denis. Cette émission humoristique phare (de style burlesque) des années 1970 aura un immense impact sur la célébrité de Pierre Marcotte. 
Pierre Marcotte continuera d'être présent dans le paysage télévisuel québécois dans les années 1990 et 2000 en animant plusieurs émissions pour différents réseaux (TVA, TQS, Canal Vox, etc.). 
Chou-chou du public, il a remporté de nombreux prix dont un Trophée Artis, un Trophée Méritas et un Prix MetroStar.

### Restauration
Homme d'affaires reconnu, Pierre Marcotte sera le propriétaire de nombreux établissements dont la Boucherie, dans le Vieux-Montréal. Pendant plus de 27 ans, parallèlement à sa carrière d'animateur, il sera le gestionnaire du Restaurant Hélène-de-Champlain, sur l'Île Sainte-Hélène, dans le parc Jean-Drapeau à Montréal. Il annonçait en janvier 2010 qu'il quittait la gestion du célèbre restaurant.

### Vie personnelle
Au début de sa carrière, Pierre Marcotte épouse Ginette Ravel, chanteuse très populaire à l'époque. Ils ont un fils Pascal. Après un divorce, alors qu'il anime Les Tannants, il épousera Shirley Théroux, avec qui il aura également un fils, Bruno-Pierre. 
Amoureux des bateaux et de la mer, il s'établira dans la région de Charlevoix en ne quittant jamais tout à fait le petit écran.

### Mort
Pierre Marcotte décède le 13 juillet 2022 de la Covid-19 à l'Institut universitaire de cardiologie et de pneumologie de Québec.

## Hommages
Pauline Martin  rendit hommage à Pierre Marcotte par son personnage de Rose-Aimée Dupuis dans les émissions humoristiques Samedi de rire et Samedi P.M.. Rose-Aimée Dupuis est une personne âgée, animatrice d'un talk-show pour personnes âgées, Le Rose-Aimée Show. Dans ces émissions et dans les segments de son personnage, Rose-Aimée Dupuis encense toujours et pour toutes les raisons positivement et humoristiquement Pierre Marcotte en étant l'homme le plus parfait selon ses yeux à elle et de ses téléspectateurs. Durant un épisode, Pierre Marcotte se présentera à son émission mais madame Dupuis ne croira pas que c'est le véritable Pierre Marcotte et pensera avoir affaire à un usurpateur quand il s'agit véritablement de Pierre Marcotte.